# Minder fra Transylvanien
Minder fra Transylvanien er en børnefilm instrueret af Elisabeth Colding efter manuskript af Elisabeth Colding, Thomas Krag, Malin Birch-Jensen og Thomas Heinesen. Den blev produceret som afgangsfilm fra Den Danske Filmskole.

## Handling
Eventyrfilm om en 8-årig pige, der kæmper en kamp med sine fantasimonstre og med sine forældres traditionelle og fastlåste roller. Hun går så vidt som til at sælge forældrene til Grev Dracula, for at få dem tilbage i en forbedret udgave.